# The Trombone Show
The Trombone Show — московский джазовый ансамбль, создателем, руководителем и аранжировщиком которого является Максим Пиганов.

## История Коллектива
The Trombone Show — популярный московский джазовый ансамбль, один из самых востребованных джазовых коллективов России на сегодняшний день. Это уникальный в мире и единственный в стране коллектив, состоящий из четырёх тромбонов и ритм группы.
Максим Пиганов — создатель The Trombone Show — лауреат международных джазовых фестивалей, дирижёр и солист Государственного камерного оркестра джазовой музыки им. Олега Лундстрема, преподаватель Российской академии музыки им. Гнесиных по классу тромбона, а также преподаватель Государственной классической академии имени Маймонида талантливый тромбонист и аранжировщик.
Все аранжировки для коллектива написаны самим Пигановым.
Премьерное выступление коллектива состоялось в московском джазовом клубе JVL в апреле 15 апреля 2007 г.
На этом концерте присутствовал Народный артист России Анатолий Кролл, который и дал коллективу название The Trombone Show, отметив его оригинальную манеру исполнения и незаурядный стиль. С тех пор The Trombone Show является неизменным участником всех джазовых фестивалей проводимых А. О. Кроллом, в частности, «Российские звезды мирового джаза», «Российский джаз — великие имена» и т. д.
Музыкальные программы в исполнении The Trombone Show звучат на ведущих концертных площадках Москвы. Это Государственный Кремлёвский дворец съездов, Концертный зал имени П. И. Чайковского, Московский международный Дом музыки, Политехнический музей, театрально-концертный зал «Дворец на Яузе», зал Союза композиторов, Центральный Дом работников искусств, Центральный Дом литераторов, Центральный Дом учёных, концертный зал «Мир», театр имени В. Маяковского, культурный центр Любови Орловой и т. д.
The Trombone Show частый гость теле- и радиопередач, таких как «Поле чудес», «Когда не хватает джаза» на Радио России, «Ночной эфир Бориса Алексеева» на радио Эхо Москвы, музыкальных программ на телеканале Культура, радио Культура, Москва 24, Наше радио.
Летом 2010 года об ансамбле The Trombone Show вышла программа на радио «Свобода» — «Поверх барьеров» с Иваном Толстым.

### Программы
В репертуаре The Trombone Show представлены различные концертные программы, созданные на основе авторских аранжировок руководителя коллектива:
- «Посвящение Новому Орлеану» (Диксиленд, музыка 20-30х гг.)
- «Джаз, кино и фантазия» (Песни из кинофильмов)

— Премьера программы состоялась 6 июня 2012 года в Московском международном Доме музыки --
- «Джаз из патефона» (Программа по песням Леонида Утёсова)
- «От диксиленда до джаз-рока» или «What a Wonderful world»
- «Русский народный джаз»

## Состав
Сегодняшний состав The Trombone Show (2013 г.):
- Максим Пиганов — тромбон, лидер, аранжировщик
- Антон Гимазетдинов — тромбон
- Сергей Гимазетдинов — тромбон
- Михаил Жижин — бас-тромбон
- Лев Кушнир — фортепиано
- Валентин Лакодин — контрабас, вокал
- Алексей Денисов — ударные
- Елена Цой — вокал
- Одной из солисток ансамбля является известная московская джазовая певица, участница программы Голос, Мари Карне.

В первый состав коллектива входили:
Тромбонисты: Сергей Серов, Дмитрий Толпегов, Рашид Кулеев;
Ритм-секция: Сергей Проскурин (контрабас), Евгений Гречищев (фортепиано), Кирилл Степурко (ударные).
Органично дополняла музыкальный коллектив певица Ирина Родилес.
В разное время в состав коллектива входили такие музыканты как: Игорь Уланов (контрабас), Марина Макарова (фортепиано), Юрий Погиба (клавишные), Ильдар Нафигов (ударные), Фёдор Андреев (ударные), Игорь Игнатов (ударные) и некоторые другие.

## Фестивали
The Trombone Show постоянный участник джазовых фестивалей:
| Год  | Название Фестиваля                                                                  | Город        |
| 2007 | «Новогодний карнавал джаза» А. Кролла                                               | Москва       |
| 2008 | XII Международный фестиваль «Евразия»                                               | Оренбург     |
| 2008 | Международный фестиваль «Jazz Travel»                                               | Хельсинки    |
| 2010 | XIII Московский международный фестиваль на открытом воздухе «Джаз в саду Эрмитаж»   | Москва       |
| 2010 | VII Международный джазовый фестиваль в Калининградской филармонии                   | Калининград  |
| 2010 | Парад диксилендов А. Кролла «Улыбки старого джаза»                                  | Москва       |
| 2010 | Джаз фестиваль «Взлётная полоса»                                                    | Жуковский    |
| 2010 | VII Московский международный фестиваль А. Кролла «Российские звезды мирового джаза» | Москва       |
| 2011 | VII Открытый джазовый фестиваль «Black Sea»                                         | Сочи         |
| 2011 | «Джаз. Короли инструментов» ДК Яуза                                                 | Москва       |
| 2011 | Джаз фестиваль «Полное погружение»                                                  | Ярославль    |
| 2011 | Джаз фестиваль «Взлётная полоса»                                                    | Жуковский    |
| 2012 | IX Московский международный фестиваль А. Кролла «Российские звезды мирового джаза»  | Москва       |
| 2012 | Джаз фестиваль «Какой прекрасный мир»                                               | Челябинск    |
| 2013 | Джаз фестиваль «Усадьба Jazz»                                                       | Москва       |
| 2013 | Рок-фестиваль «Нашествие Jazz»                                                      | Москва       |
| 2014 | Джаз фестиваль «Усадьба Jazz»                                                       | Екатеринбург |

## Дискография
В 2009 г. вышел первый альбом коллектива What a Wonderful World.

«Запись была сделана 4 февраля 2009 г. в клубе „Союз Композиторов“, в 10 утра, в тихой и спокойной обстановке. Для записи мы специально привезли многоканальный пульт. Нам хотелось сделать максимально „живую“ запись, а не так, как иногда делают оркестры — неудачные соло вырезаются и потом переписываются в студии. Здесь всё было оставлено так, как есть, как писали в 50-е годы. Разве что немного сбалансировали запись в плане звука»— Из интервью Максима Пиганова для портала ДжазРУ